# 札幌黄

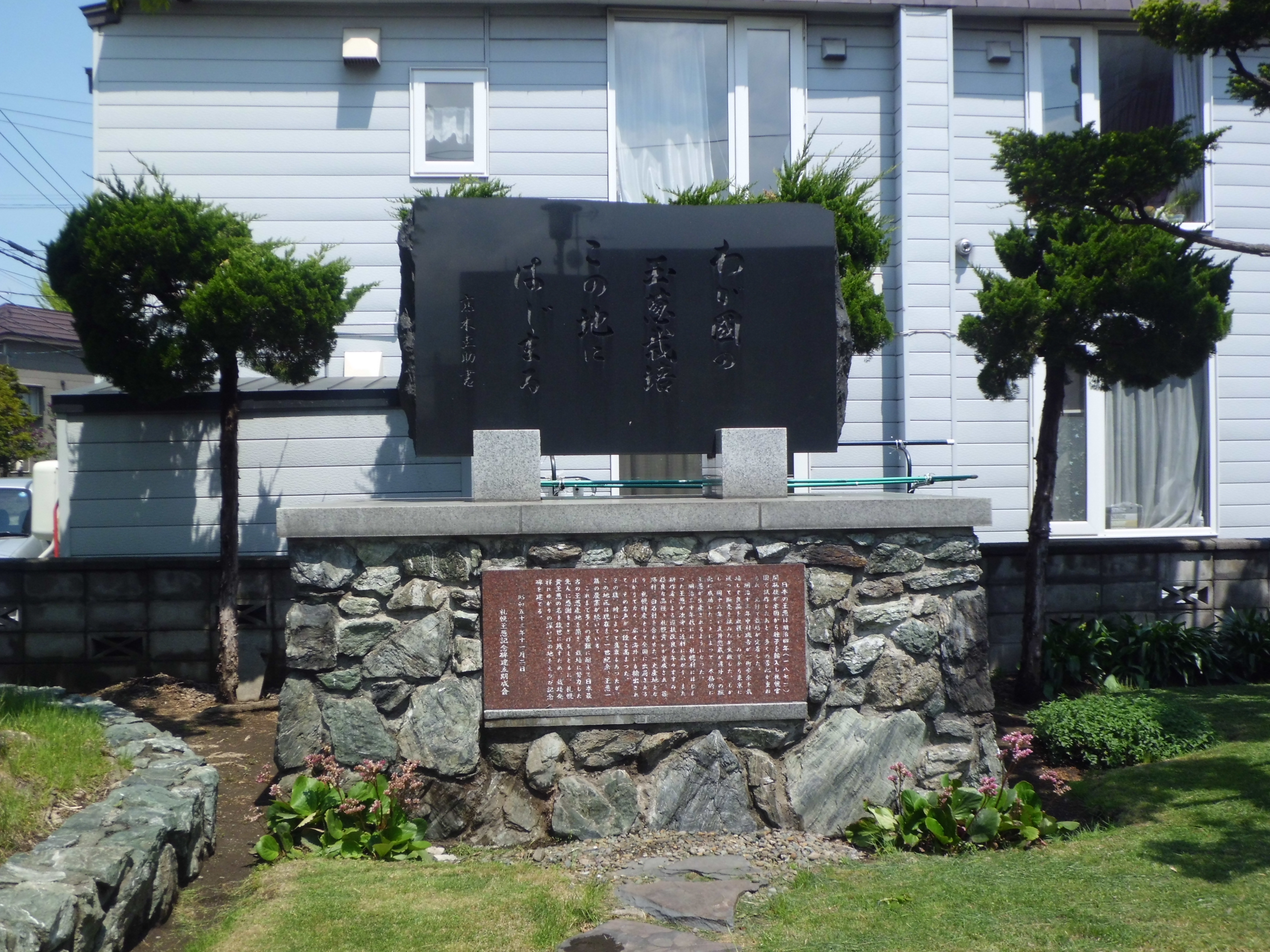
札幌村郷土記念館の札幌玉葱記念碑

札幌黄（さっぽろき、さっぽろきい）とはタマネギの一種である。
北海道札幌郡札幌村において特産物となり、札幌市と合併後も市内の東区丘珠町およびその周辺で栽培が続けられてきたが、やがて栽培が難しい等の理由から栽培量が少なくなり、現在では札幌市内の一部のみで食べられる「幻のタマネギ」と呼ばれている。

## 特徴
- やや平たく、不揃いな形状をしている[1]。
- 肉厚で柔らかく、加熱後に甘みが強まるため、シチューなどの煮込み料理と相性が良い[1]。
- 一般的な品種に比べると病害虫に弱く、日持ちもしない[1]。

## 歴史

### 19世紀
1871年（明治4年）、開拓使がアメリカからタマネギの種子を輸入して札幌官園での試作を行い、北海道の風土に適した品種の研究を進めた。
1878年（明治11年）、札幌農学校教師のウィリアム・ブルックスが故郷のマサチューセッツ州からイエロー・グローブ・ダンバースを取り寄せ、元村の農民たちに技術指導を行った。当初は越冬用の野菜として、自家用に栽培される程度だった。
1880年（明治13年）、札幌村の中村磯吉が販売目的で約1ヘクタールの大規模栽培を始める。大量生産されたタマネギは、小樽港から函館を経て東京まで出荷されたが、販売成績は振るわず、中村は失意のままに帰ることとなった。当時の日本人にとってタマネギはなじみのない野菜であり、調理法がわからないうえ、試食しても辛くて不評だったためと言われている。だがその後タマネギは、幌内炭鉱の労働者の食料や、小樽港を利用する船に載せる貯蔵野菜として、少しずつ需要を高めていくことになる。
1883年（明治16年）、札幌村の武井惣藏が0.6ヘクタールで栽培し、商人に販売委託をすることで商業的に成功を収める。そしてこれを機に、札幌村でのタマネギ栽培は急拡大を遂げた。さらに日清戦争と日露戦争では、保存性の高いタマネギが戦地での食糧として重宝され、日本国内だけでなくロシアやフィリピンなどへの輸出も行われた。武井の成功から20年も経たないうちに、札幌近郊での収穫量は3倍の約3トンにまで急増した。

### 20世紀
1905年（明治38年）、札幌村での品種改良を重ねてきたイエロー・グローブ・ダンバースに「札幌黄」という日本語名称がつけられ、北海道農事試験場により優良品種として認定された。
1965年（昭和40年）、日本全国でのタマネギ生産量は100万トンに達し、アメリカに匹敵する規模となった。
1975年（昭和50年）ころから、病気に強く品質が安定している一代交配種 (F1) が普及したため、札幌黄の生産量が激減する。

### 21世紀
2004年度（平成16年度）における札幌黄の生産農家は15戸ほどにまで落ち込んでおり、絶滅を危惧されるまでに至っていた。
2007年（平成19年）、イタリアのスローフード国際協会本部から、「食の世界遺産」といわれる「味の箱舟」に登録され、札幌黄の知名度が再び高まる。
2024年（令和6年）の札幌市におけるタマネギ作付面積は約250ヘクタールで、そのうち札幌黄が占める割合は約6パーセント。丘珠町を中心に約30戸の農家が栽培を続けている。

## 後継品種
- さつおう（札幌黄×イエロースパニッシュ）